# Cardenalia tuberculosa
 (mai 2021).
Genre
Synonymes
- Petraia González-Sponga, 2003 nec Münster, 1839

Espèce
Synonymes
- Petraia tuberculosa González-Sponga, 2003

Cardenalia tuberculosa, unique représentant du genre Cardenalia, est une espèce d'opilions eupnois de la famille des Sclerosomatidae.

## Distribution
Cette espèce est endémique de l'État de Mérida au Venezuela. Elle se rencontre vers Las Piedras.

## Systématique et taxinomie
Cette espèce a été décrite sous le protonyme Petraia tuberculosa par González-Sponga en 2003. Le nom Petraia González-Sponga, 2003 étant préoccupé par Petraia Münster, 1839 dans les cnidaires, il est remplacé par Cardenalia par Kury en 2017.

## Publications originales
- González-Sponga, 2003 : « Arácnidos de Venezuela. Seis nuevos géneros y ocho nuevas especies de Opiliones Palpatores del Edo. Mérida (Phalangidae: Gagrellinae). Lista de las especies de Palpatores descritos de Venezuela. » Academia de Mérida, vol. 8, no 16, p. 81–118.
- Kury, 2017 : « On Cassinia Roewer, 1927 and Petraia González-Sponga, 2003 two preoccupied generic names in harvestmen (Arachnida, Opiliones). » Rivista Aracnologica Italiana, vol. 14, p. 9–14.